# Hombre de Nankín
El Hombre de Nankín u Homo erectus nankinensis (en chino: 南京猿人; pinyin: Nánjīng yuánrén) es el nombre con el que se denominan los restos homínidos encontrados en la cueva de Hulu (葫芦洞, Húlú dòng) de las montañas Tang (汤山, Tāngshān), situadas cerca de Nankín, en la República Popular China.
Los restos, hallados en la década de 1990, consisten en dos cráneos: el primero corresponde a una mujer y es de hace entre 580 000 y 620 000 años, mientras que el segundo pertenece a un varón y es de hace unos 300 000 años.